# Achillea
Achillea sau pe nume mai cunoscut Coada Șoricelului este un gen de plante din familia Asteraceae, ordinul Asterales.

## Răspândire
Genul Achillea este originar din Europa, zonele temperate din Asia și America de Nord.

## Caractere morfologice
- Tulpina

- Frunza

- Florile

- Semințele

## Specii
Genul Achillea cuprinde circa 100 de specii perene.
- Achillea abrotanoides
- Achillea ageratifolia
- Achillea ageratum
- Achillea albicaulis
- Achillea aleppica
- Achillea ambrosiaca
- Achillea armenorum
- Achillea asplenifolia
- Achillea atrata
- Achillea aucheri
- Achillea barbeyana
- Achillea barrelieri
- Achillea biebersteinii
- Achillea brachyphylla
- Achillea bulgarica
- Achillea cartilaginea
- Achillea chrysocoma
- Achillea clavennae
- Achillea clusiana
- Achillea clypeolata
- Achillea coarctata
- Achillea collina
- Achillea cretica
- Achillea crithmifolia
- Achillea cucullata
- Achillea decolorans
- Achillea depressa
- Achillea distans
- Achillea erba-rotta
- Achillea falcata
- Achillea filipendulina
- Achillea fraasii
- Achillea fragantissima
- Achillea lewisii
- Achillea goniocephala
- Achillea grandiflora
- Achillea griseovirens
- Achillea gypsicola
- Achillea holosericea
- Achillea horanszkyi
- Achillea huteri
- Achillea kelleri
- Achillea kotschyi
- Achillea lanulosa
- Achillea ligustica
- Achillea lingulata
- Achillea macrophylla
- Achillea membranacea
- Achillea micrantha
- Achillea millefolium
- Achillea mongolica
- Achillea monocephala
- Achillea moschata
- Achillea nana
- Achillea nobilis
- Achillea ochroleuca
- Achillea odorata
- Achillea oxyloba
- Achillea oxyodonta
- Achillea pannonica
- Achillea phrygia
- Achillea ptarmica
- Achillea pyrenaica
- Achillea roseo-alba
- Achillea rupestris
- Achillea santolina
- Achillea schischkinii
- Achillea sedelmeyeriana
- Achillea setacea
- Achillea sibirica
- Achillea sintenisii
- Achillea sipikorensis
- Achillea sudetica
- Achillea sulpherea
- Achillea talagonica
- Achillea taygetea
- Achillea tenuifolia
- Achillea tomentosa
- Achillea tzsonii
- Achillea umbellata
- Achillea vermicularis
- Achillea vermiculata
- Achillea virescens
- Achillea wilhelmsii
- Achillea wilsoniana

## Imagini

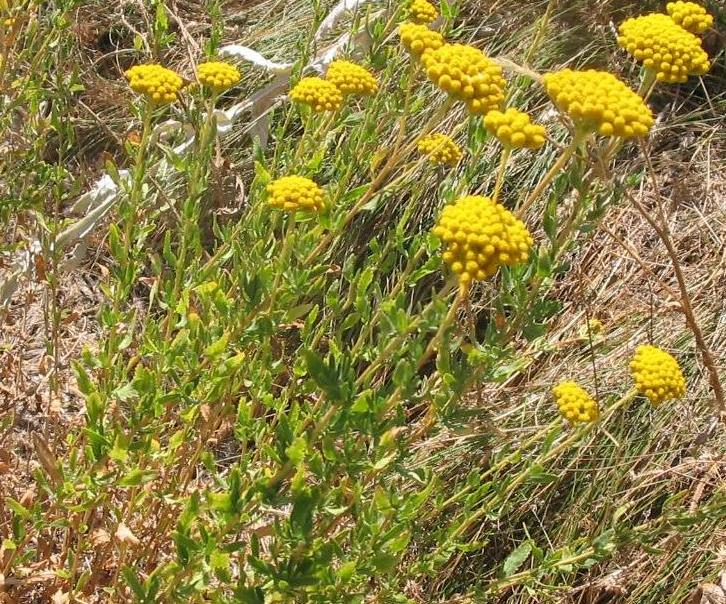
Achillea ageratum
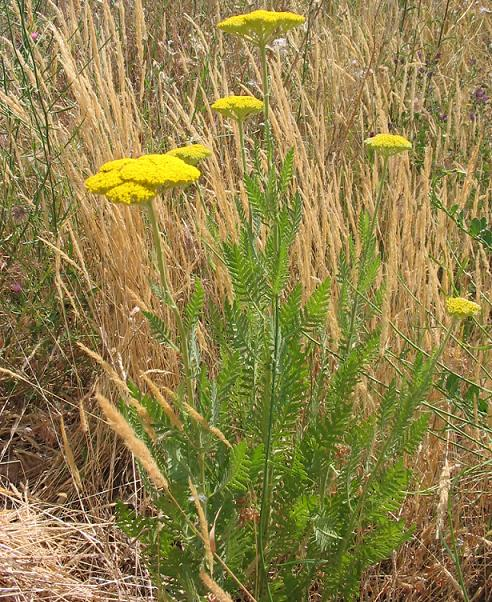
Achillea filipendulina
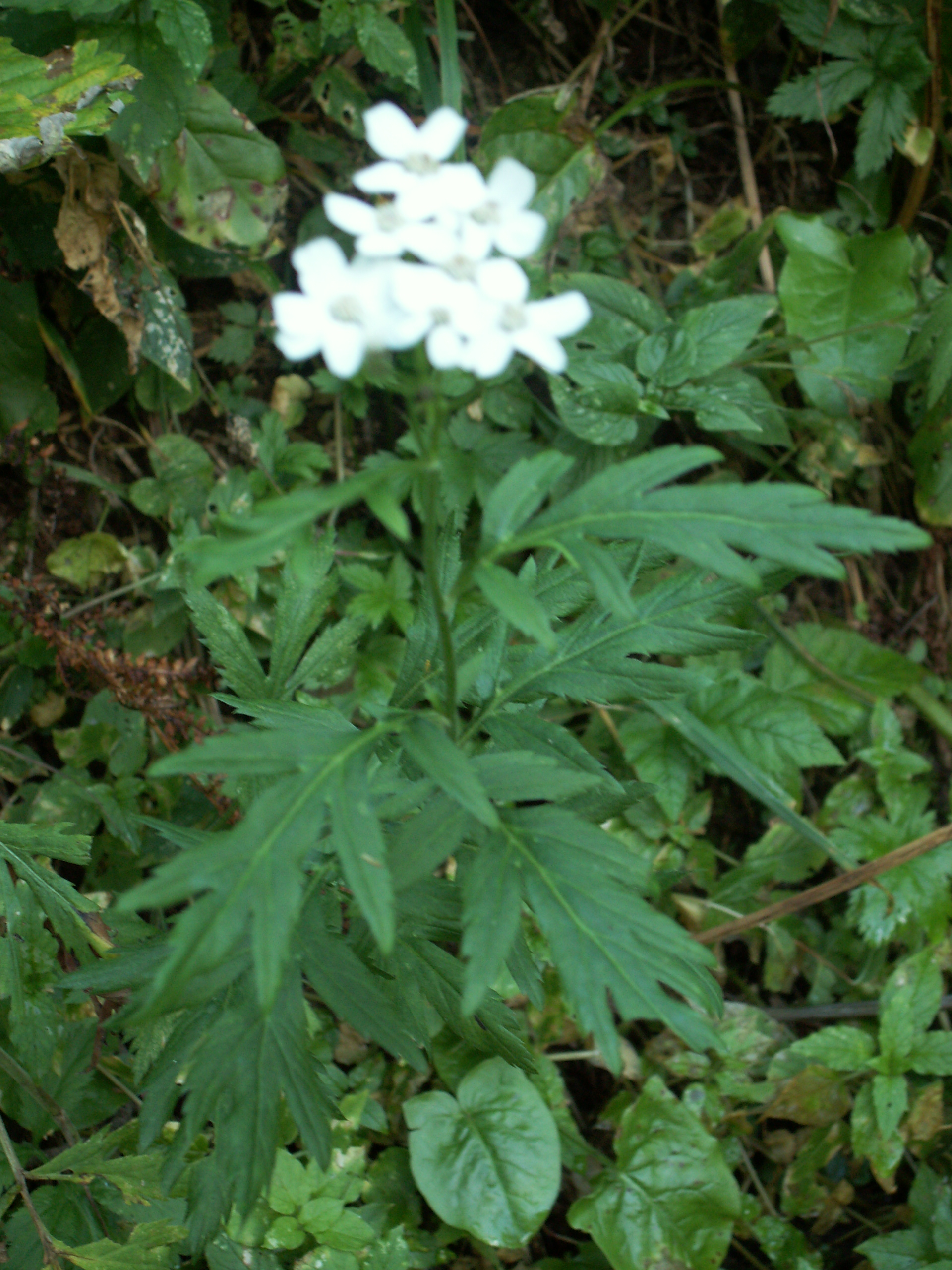
Achillea macrophylla
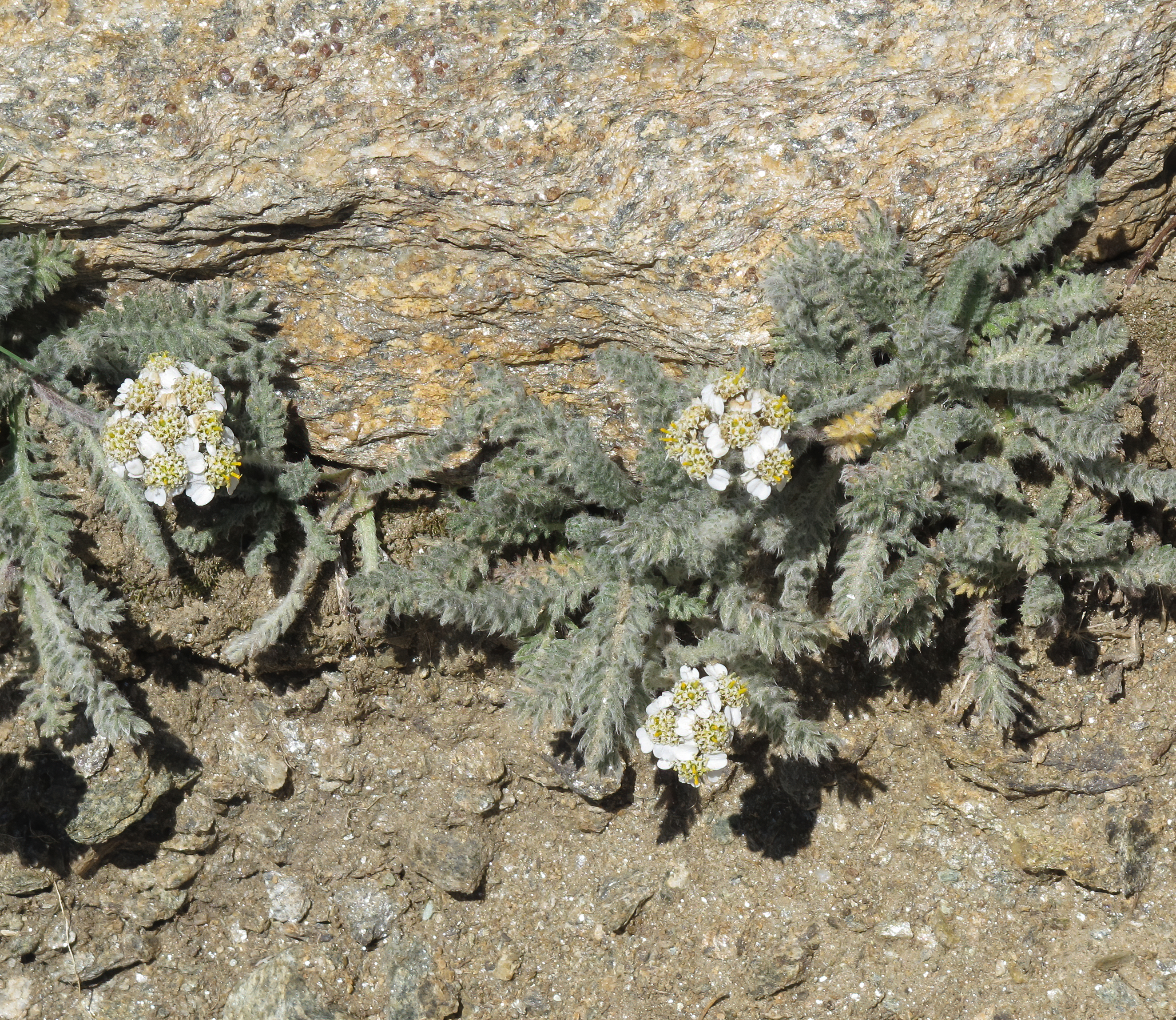
Achillea nana
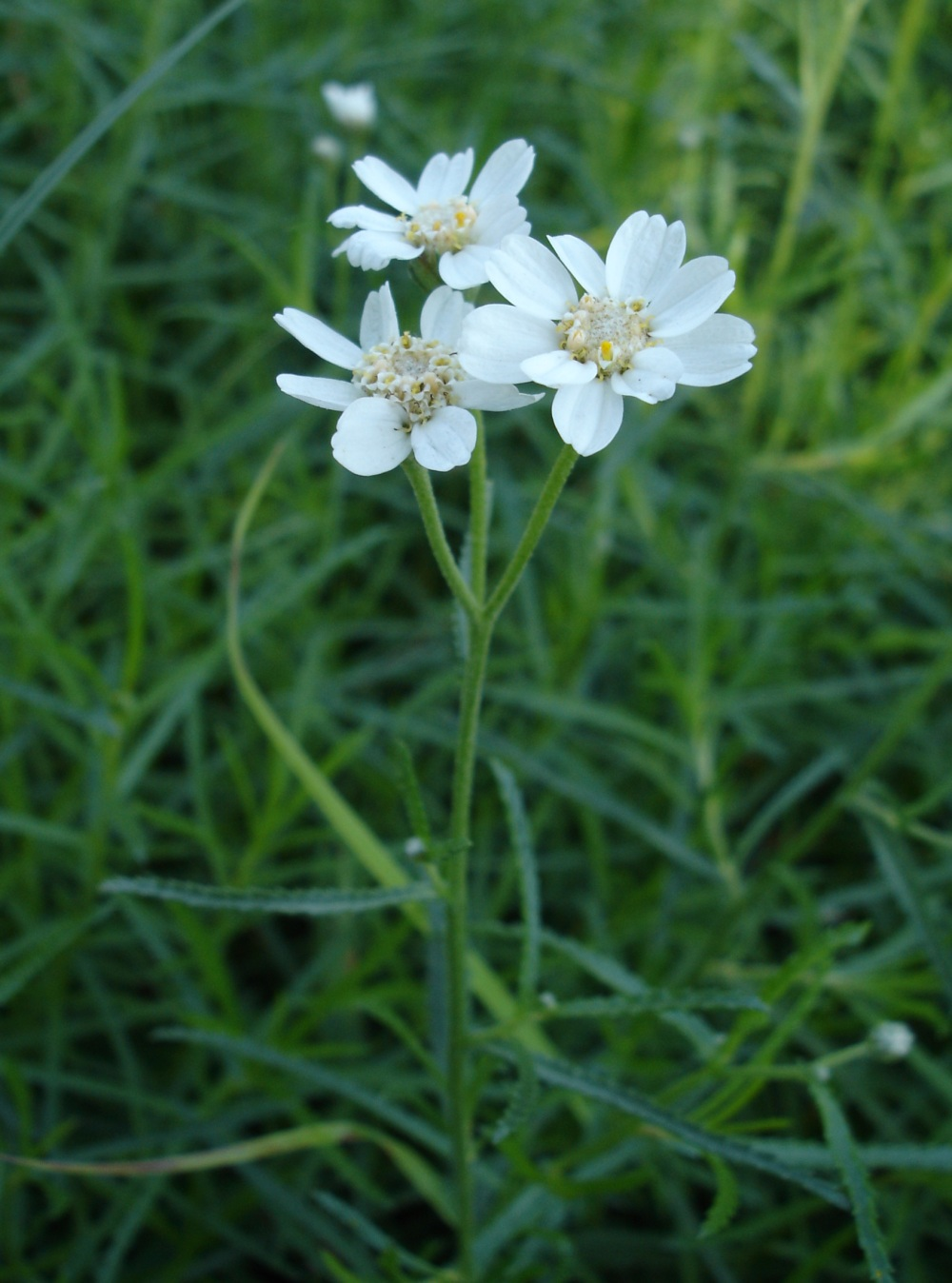
Achillea ptarmica